# Alif suscrit
L'alif suscrit (en arabe : ألف خنجرية ʾalif khanjariyya) est représenté par un court trait vertical au-dessus d'une lettre arabe. 
Cette lettre correspond à la vocalisation longue /aː/ lorsque l'alif n'est normalement pas écrit, comme dans les mots هٰذَا hādhā (هاذا ) et رَحْمٰن raḥmān (رحمان).
L'alif suscrit apparaît dans très peu de mots modernes, cependant, le peu de fois qu'il apparaît, il apparaît dans des mots communs. Cette lettre est rarement écrite même dans des textes entièrement vocalisés, exception faite du Coran,.

## ʾAlif de prolongement
Certains mots portent phonétiquement la trace d’un ancien ʾalif de prolongement qui n’était pas écrit dans la graphie othmanienne, et qui n’a pas été rétabli lors de la stabilisation de l'orthographe ; il est cependant parfois écrit sous une forme suscrite, en remplacement d’une éventuelle fatḥa et de son ʾalif de prolongement ; c’est le cas dans certains démonstratifs : 
- هذا ou هٰذَا hāḏā « ce… -ci » ;
- هذه ou هٰذِهِ hāḏihi « cette… -ci » ;
- هٰؤُلاَءِ hāʾulāʾi « ces… -ci (féminin) » ;
- ذلك ou ذٰلِكَ ḏālika « ce… -là » ;

D'autres mots peuvent être écrits avec le ʾalif suscrit : 
- هكذا ou هٰكَذا hākaḏā « ainsi » ;
- لكن ou لٰكِن lākin, « mais » ;
- رحمان ou رَحْمٰن raḥmān, « miséricordieux ».

Certaines graphies archaïques, notamment dans le Coran, sont écrites avec le ʾalif suscrit :
- قِيٰمَةٌ, pour قيامة ou قِيَامَة, qiyāmatun, « se rebellant » ;
- إِلٰهٌ, pour الاه ou إِلَاهٌ ʾilāhun, « dieu » ;
- سَمٰوَاتٌ, pour سماوات ou سَمَاوَاتٌ samāwātun, « paradis » ;
- ثَلٰثٌ, pour ثلاث ou ثَلَاثٌ ṯalāṯun, « trois ».

Wright précise que « l'alif était à l'origine plus rarement écrit que les autres voyelles longues, et que lorsque sont apparus, à une période ultérieure, les voyelles-point, il a été indiqué dans certains mots fréquents simplement par un fatḥa ».
Certains agencements de clavier arabes ne permettent pas d’écrire l’alif suscrit. Le mot ʾAllāh ﷲ, la suite de caractères ʾalif, lām, lām, hāʾ, est remplacé automatiquement par la ligature la suite de caractères ʾalif, lām, lām, šadda, alif suscrit, hāʾ avec certaines polices de caractères.

## Avec fatḥah
Il y a deux façons de représenter l'alif suscrit dans les éditions modernes du Coran. Dans les éditions imprimées au Moyen-Orient, l'alif suscrit est écrit au moyen du signe diacritique fatḥah: الرَّحْمَٰنِ (a)r-raḥmān. Dans les éditions imprimées en Asie du Sud (Pakistan, Inde et Bangladesh) l'alif suscrit est écrit sans fatḥah: الرَّحْمٰنِ (a)r-raḥmāni.

## ʾAlif marbuta
Pour mieux distinguer le ʾalif final écrit avec ʾalif marbuta du yāʾ, qui s'en différencie uniquement par les deux points souscrits, un ʾalif suscrit est parfois ajouté sur le ʾalif marbuta, par exemple :
- إلىٰ pour إلى ʾilā, « vers » ;
- مَشْفىٰ pour مَشْفى mašfā, « hôpital » ;
- موسىٰ pour موسى Mūsā, « Moïse ».